# Mikołaj z Damaszku
Mikołaj z Damaszku (Nicolaos z Damaszku, ur. ok. 64 p.n.e., zm. ok. 14 n.e.) – historyk działający na dworze Heroda I Wielkiego, króla Judei. Był również nauczycielem dzieci Antoniusza i Kleopatry VII.
Po śmierci Heroda przeniósł się do Rzymu.

## Praca naukowa
Najbardziej istotnym jego dziełem jest Historiaj (Dzieje) opisującą okres od najstarszych dziejów Asyrii i Medii aż do roku 4 n.e. Ponadto jest autorem panegirycznej biografii cesarza Oktawiana Augusta.